# 1569.
◄ | 15. stoljeće | 16. stoljeće | 17. stoljeće | ►
◄ | 1530-ih | 1540-ih | 1550-ih | 1560-ih | 1570-ih | 1580-ih | 1590-ih | ►
◄◄ | ◄ | 1566. | 1567. | 1568. | 1569. | 1570. | 1571. | 1572. | ► | ►►
Arhitektura • Astronomija • Glazba • Kazalište • Kiparstvo • Knjige • Književnost • Kršćanstvo • Medicina • Politika • Pravo • Promet • Slikarstvo • Znanost

## Događaji
- Vojna krajina razdvojena je u dvije zasebne vojno-teritorijalne cjeline. Na Hrvatsku i Slavonsku; namjesnik Hrvatske krajine bio je Herbart Auersperg, a Slavonske krajine Vid Hallek.

## Smrti
- 10. svibnja – Ivan Avilski, španjolski svetac (* 1500.)

## Vanjske poveznice
|  | Zajednički poslužitelj ima još gradiva o temi 1569. |